# Aidu (Maidla)
Aidu – wieś w Estonii, w prowincji Virumaa Wschodnia, w gminie Maidla.